# Banichté (Debar)
Pour les articles homonymes, voir Banichté.
Banichté (en macédonien Баниште, en albanais Banishta) est un village de l'ouest de la Macédoine du Nord, situé dans la municipalité de Debar. Le village comptait 90 habitants en 2002. Il est majoritairement albanais.

## Démographie
Lors du recensement de 2002, le village comptait :
- Albanais : 80
- Macédoniens : 10